# Aljaksandr Tkatschenka
Aljaksandr Tkatschenka (belarussisch Аляксандр Ткаченка, wissenschaftliche Transliteration Aljaksandr Tkačenka; * 13. Februar 1971) ist ein ehemaliger belarussischer Freestyle-Skier. Er war auf die Disziplin Aerials (Springen) spezialisiert.

## Werdegang
Tkatschenka startete im Dezember 1993 in Tignes erstmals im Freestyle-Skiing-Weltcup, wobei er den 43. Platz errang. In den folgenden Jahren belegte er bei den Weltmeisterschaften 1995 in La Clusaz den 15. Platz und bei den Weltmeisterschaften 1997 im Iizuna Kōgen Sukī-jō den 28. Rang. Zudem erreichte er in der Saison 1995/96 mit dem vierten Platz in Tignes sein bestes Ergebnis im Weltcup und zum Saisonende mit dem 51. Platz im Gesamtweltcup sowie mit dem 20. Rang im Aerials-Weltcup seine beste Gesamtplatzierungen. Letztmals international startete er bei den Olympischen Winterspielen 1998 in Nagano, wobei er den 18. Platz errang.

## Erfolge

### Olympische Spiele
- 1998 Nagano: 18. Platz Aerials

### Weltmeisterschaften
- 1995 La Clusaz: 15. Platz Aerials
- 1997 Iizuna Kōgen: 28. Platz Aerials

### Weltcupwertungen
Tkatschenka nahm an 27 Weltcups teil und erreichte drei Top-Zehn-Platzierungen.
| Saison  | Gesamt | Gesamt | Aerials | Aerials |
| Saison  | Platz  | Punkte | Platz   | Punkte  |
| ------- | ------ | ------ | ------- | ------- |
| 1993/94 | 8      | 107.   | 60      | 36.     |
| 1994/95 | 5      | 111.   | 40      | 40.     |
| 1995/96 | 42     | 51.    | 376     | 20.     |
| 1996/97 | 8      | 105.   | 68      | 43.     |
| 1997/98 | 15     | 89.    | 88      | 32.     |